# Offener Treff
Offene Treffs werden von Jugendverbänden oder der jeweiligen Gemeinde angeboten. 
Zu festen Zeiten stellt der Verband Räumlichkeiten für Jugendliche zur Verfügung. Verantwortliche Mitarbeiter sind zwar anwesend, es besteht jedoch kein festes Programm. Vielmehr können sich die Besucher miteinander unterhalten oder angebotene Spielmöglichkeiten, wie z. B. Kicker oder Brettspiele nutzen. Außerdem werden oft Getränke und kleine Speisen angeboten.
Charakteristisch für offene Treffs ist auch, dass der Besuch nicht an eine Mitgliedschaft in einer Gruppe oder einem Verein gebunden ist.